# Josef Adlmaier
Josef Adlmaier ist ein ehemaliger deutscher Eishockeyspieler.

## Laufbahn als Eishockeyspieler
Josef Adlmaier stammt aus dem Nachwuchs des SC Reichersbeuern. Vom SC Reichersbeuren wechselte er zum EC Bad Tölz, für den er ab 1967/68 in der Bundesliga spielte. Nach der Saison 1976/77 beendete er seine Spielerkarriere.
International spielte er für die deutsche Eishockeynationalmannschaft.